# ボールズ8

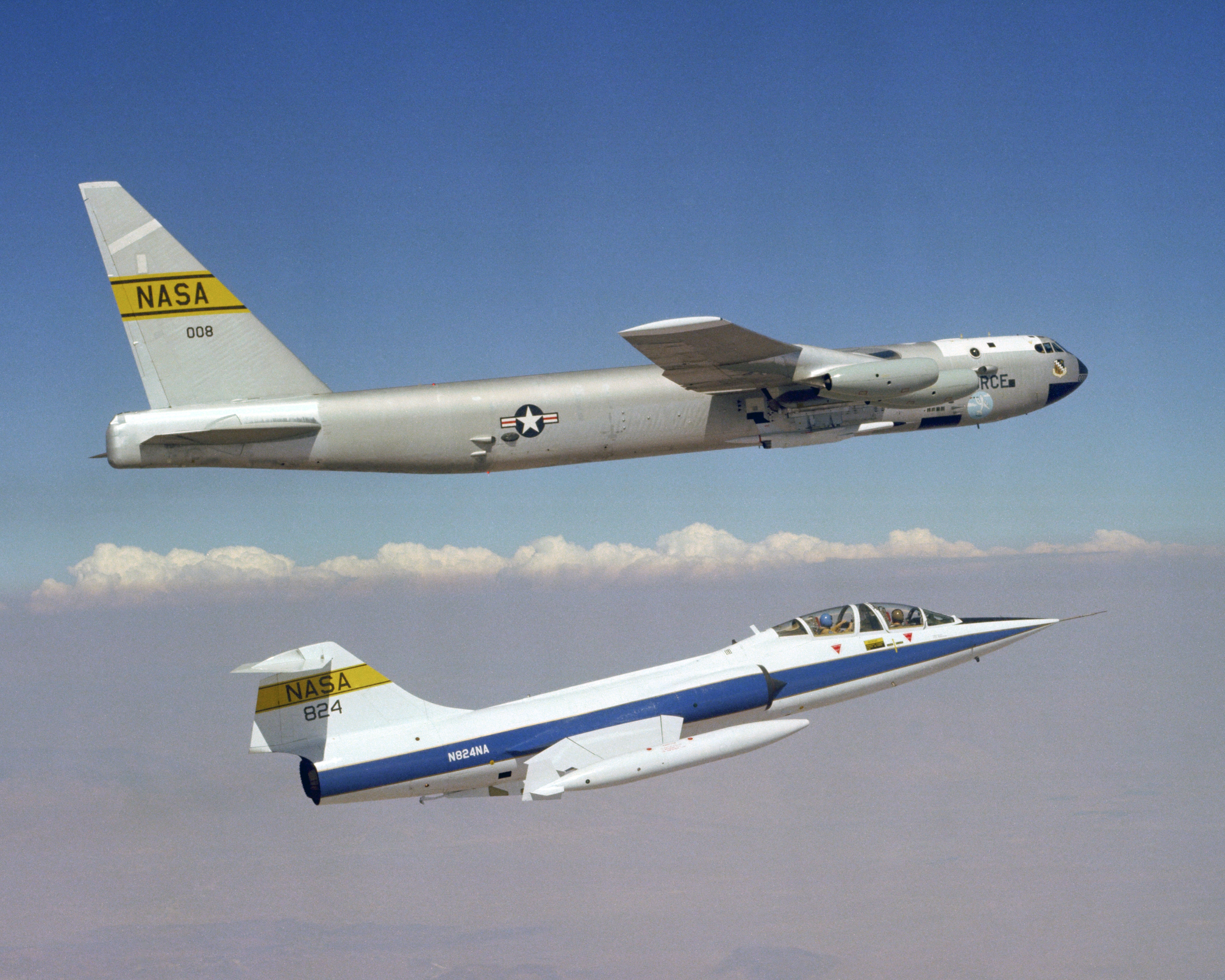
TF-104G戦闘機と共に飛行するボールズ8（1979年）

ボールズ8（Balls 8）は、アメリカ航空宇宙局（NASA）が保有したNB-52B試験支援機である。およそ50年間、NASAによる様々なプロジェクトの為に飛行し、2004年に退役した。X-15実験機の母機として用いられ、X-15計画における106回目から199回目までのフライトにはボールズ8が使用された。
ボールズ8はボーイング社にてアメリカ空軍向けのRB-52B偵察機として製造され、1955年6月11日に初飛行を終えた。1959年6月8日、所属をNASAに移す。この際、X-15実験機を搭載する為にパームデールにあったノースアメリカン社施設にて特別改修が施された。以前のNB-52A試験支援機と同様、右翼と機体の間にX-15を固定する為のパイロンが設けられ、X-15の尾翼を収める為に右翼後縁フラップに1.8m x 2.4mほどの切り欠きが設けられた。
1959年6月から1968年10月にかけて、ボールズ8はX-15計画における吊り下げ試験（captive-carry）および射出の為に合計159回のフライトを行った。1960年1月23日に行われたX-15計画における5回目のフライトでは最初の射出が行われたが、この際にもボールズ8が用いられた。以後、X-24実験機、HiMAT無人実験機、リフティングボディ実験、X-43無人試験機、初期のペガサス・ロケット実験などを始めとする複数のプロジェクトに参加している。
2004年12月17日に退役が宣言された時、ボールズ8は当時運用中だったB-52の中で最も古く、またHモデルではない唯一の機体であった。一方、総飛行時間は運用中のB-52の中で最も短かかった。ボールズ8はエドワーズ空軍基地の北ゲート近くに永久展示されている。
「ボールズ8」の愛称は、機体番号52-0008に由来する。アメリカ空軍の慣例で、複数のゼロが先行する機体番号については、しばしばゼロをボールと見立て「ボールズ」と呼ばれる。